# مقلية منشودة
مقلية منشودة (الاسم العلمي: Alcaligenes cupidus) هي نوع من البكتيريا، سلبية الغرام، تتبع المقلية.